# Tuyến nước bọt dưới hàm
Cặp tuyến nước bọt dưới hàm  là hai tuyến nước bọt chính nằm ở sàn miệng. Mỗi tuyến nặng khoảng 15 gram và đóng góp khoảng 60–67% thể tích nước bọt lúc không bị kích thích; khi được kích thích phần trăm thể tích đóng góp của tuyến nước bọt dưới hàm giảm xuống và phần trăm đóng góp của tuyến nước bọt mang tai tăng lên đến 50%.

## Tầm quan trọng lâm sàng
Sỏi tuyến nước bọt dưới hàm chiếm 80% số lượng sỏi tuyến nước bọt (sỏi tuyến nước bọt hay sialolith), có thể do bản chất nước bọt khác biệt mà tuyến dưới hàm tạo ra và con đường đi ngoằn nghèo của ống tuyến nước bọt dưới hàm đến lỗ đổ của ống tuyến.

## Hình ảnh

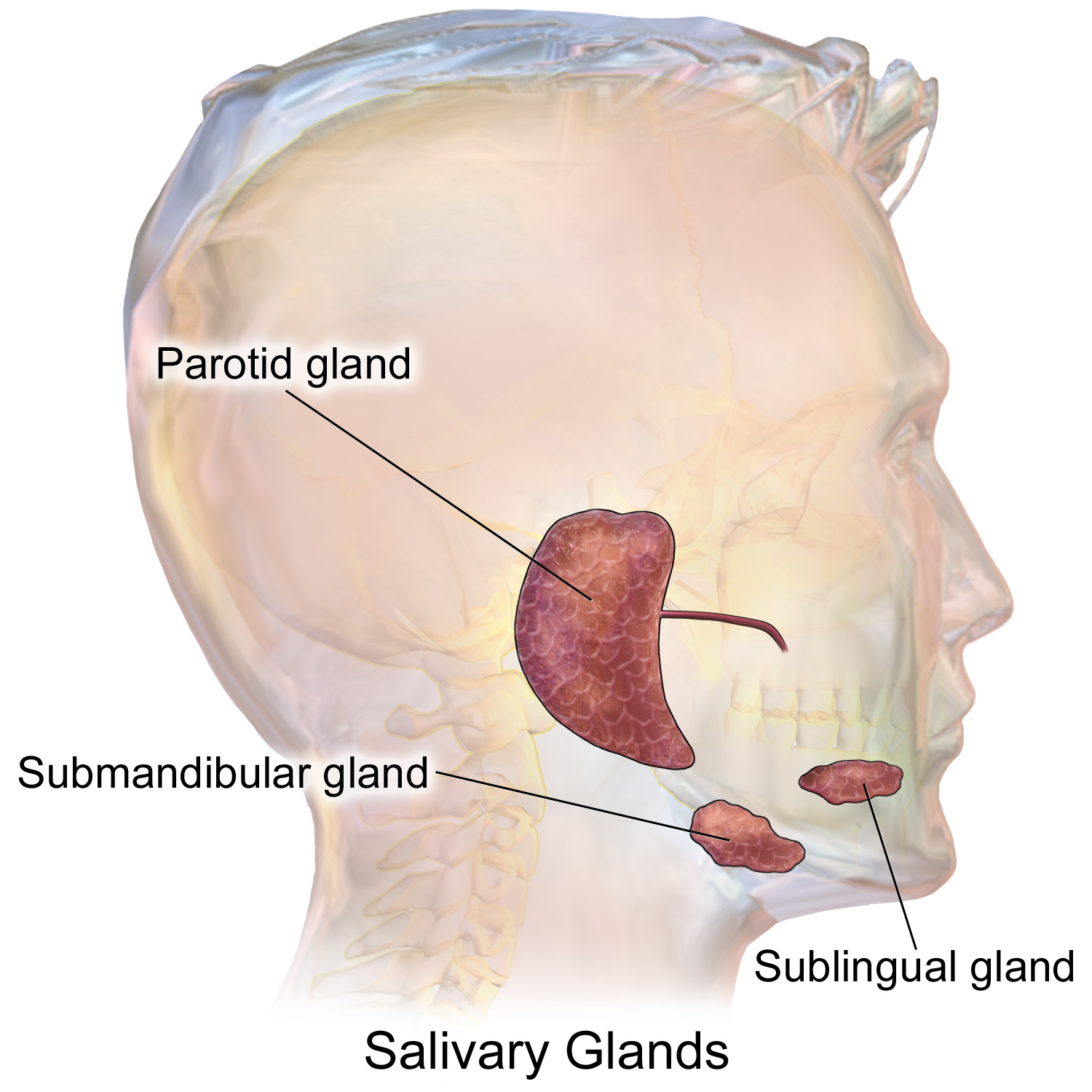
Salivary glands.
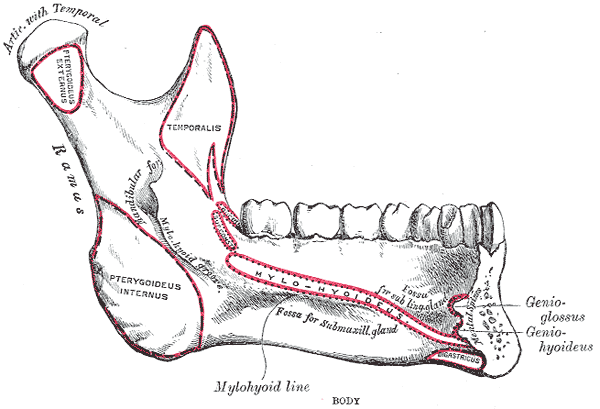
Mandible. Inner surface. Side view.
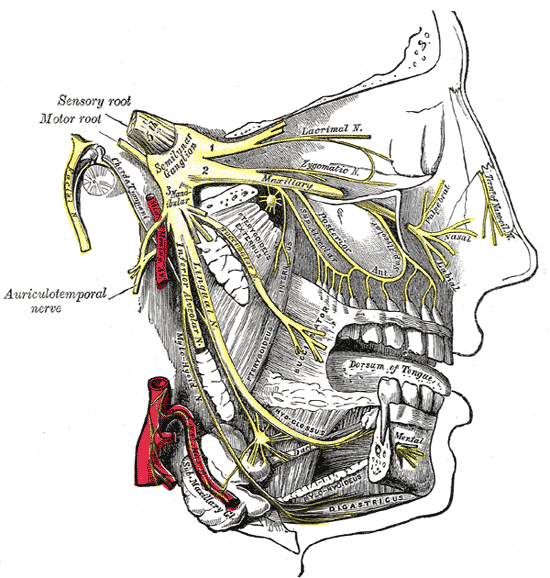
Distribution of the maxillary and mandibular nerves, and the submaxillary ganglion.
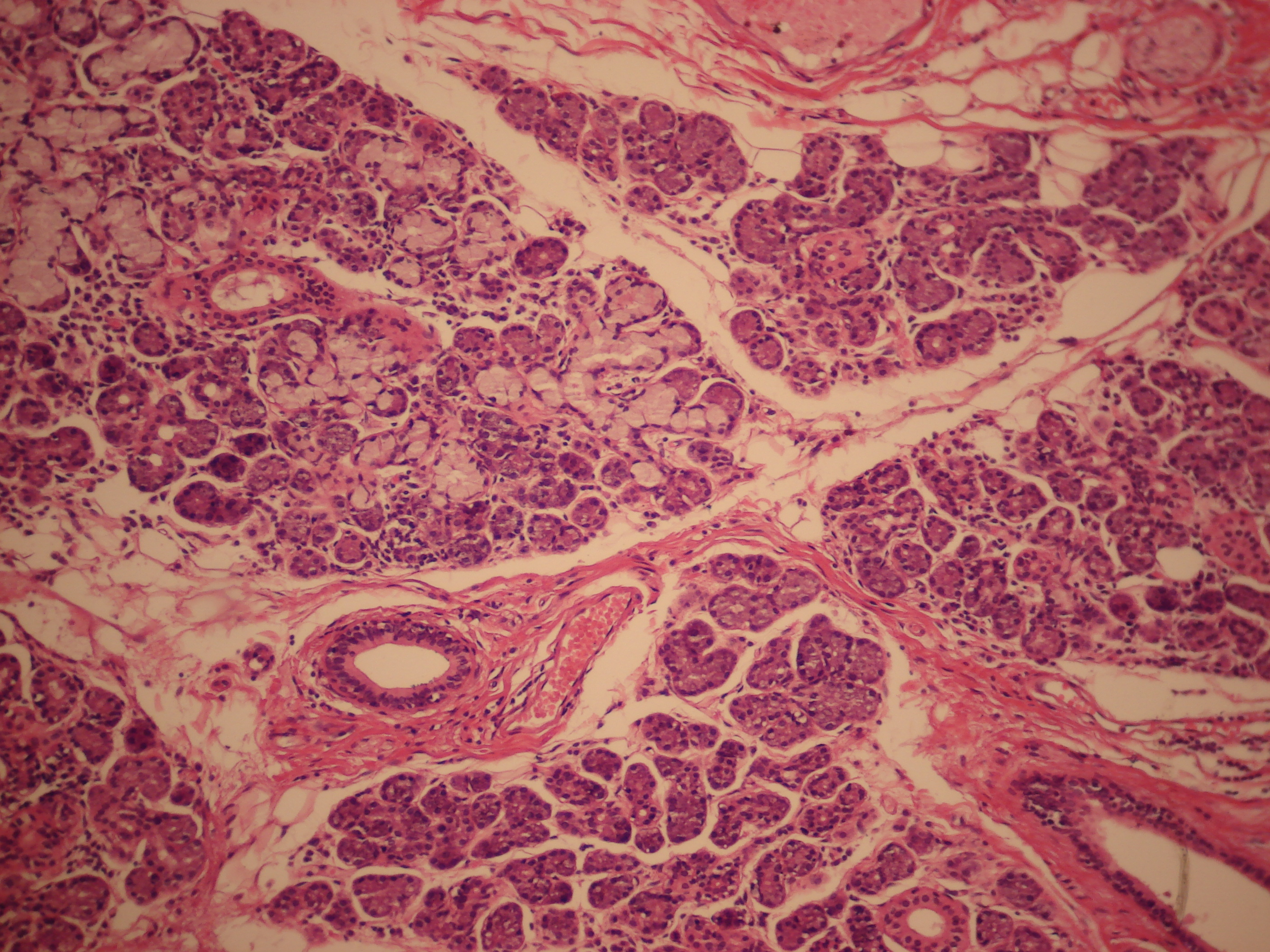
Mucus cell are identifiable by the lack of color in their cytoplasm, while serosal cells have a basophilic color.

### Hình ảnh bóc tách

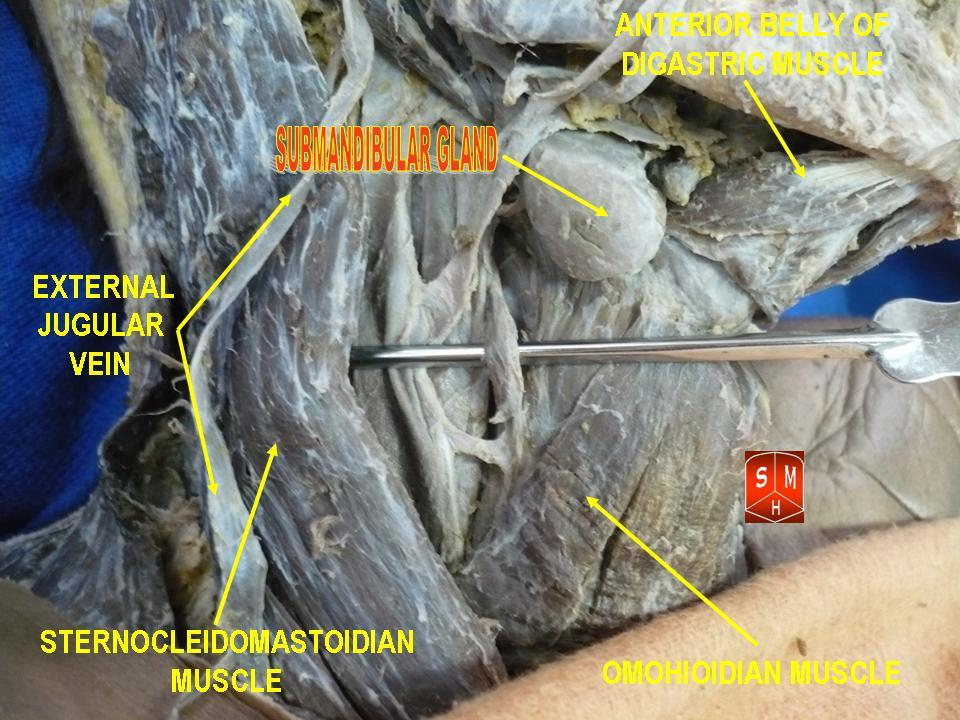
Tuyến nước bọt dưới hàm
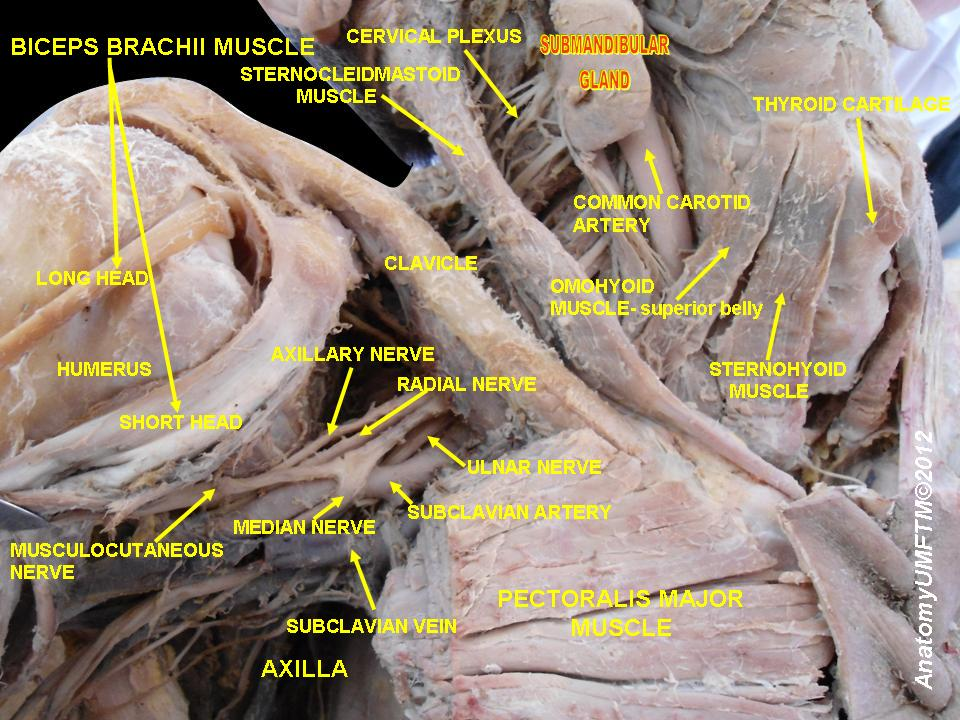
Tuyến nước bọt dưới hàm
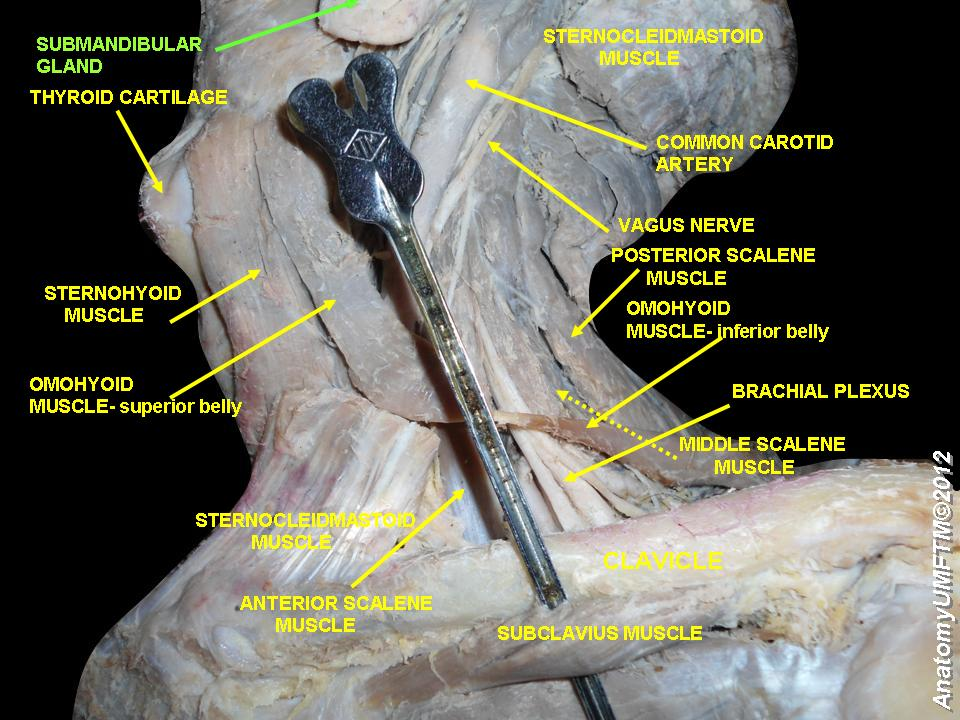
Mặt bên tuyến nước bọt dưới hàm
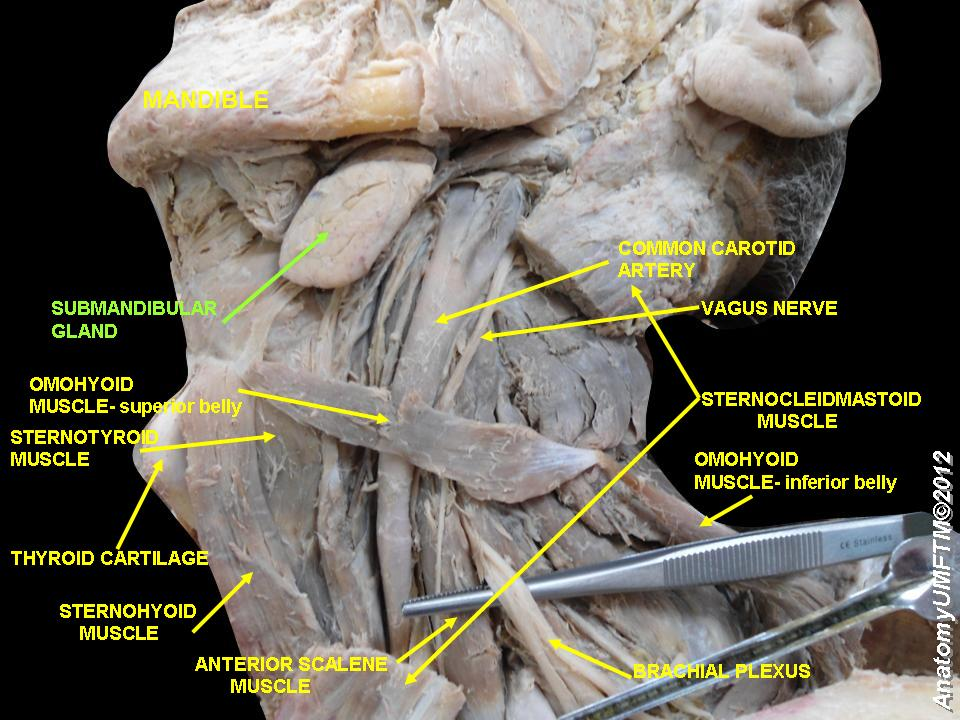
Tuyến nước bọt dưới hàm
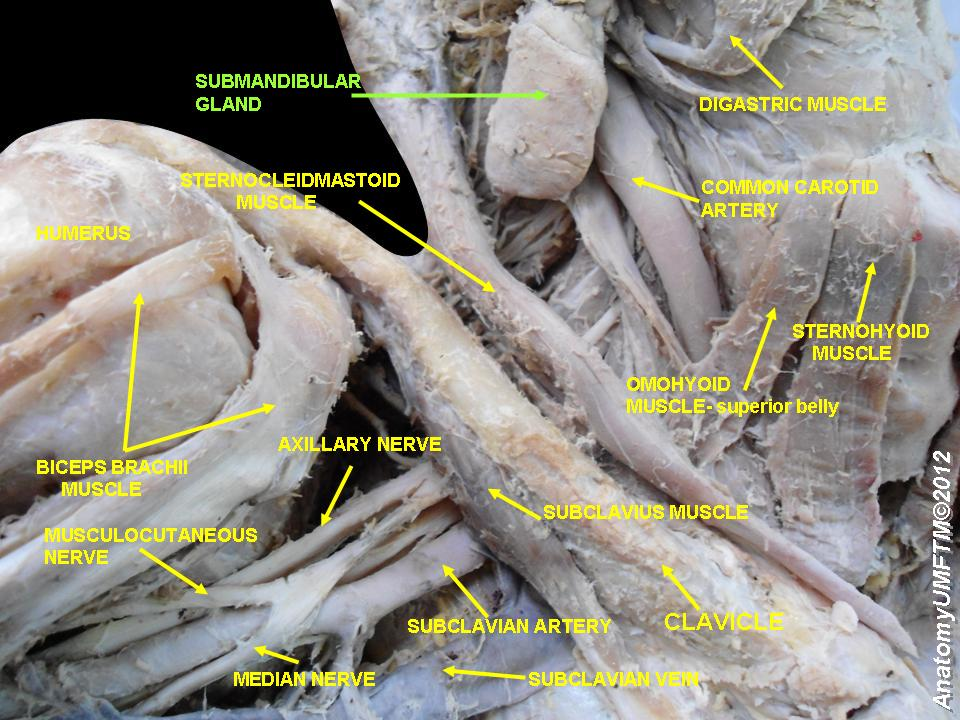
Tuyến nước bọt dưới hàm - mặt phải
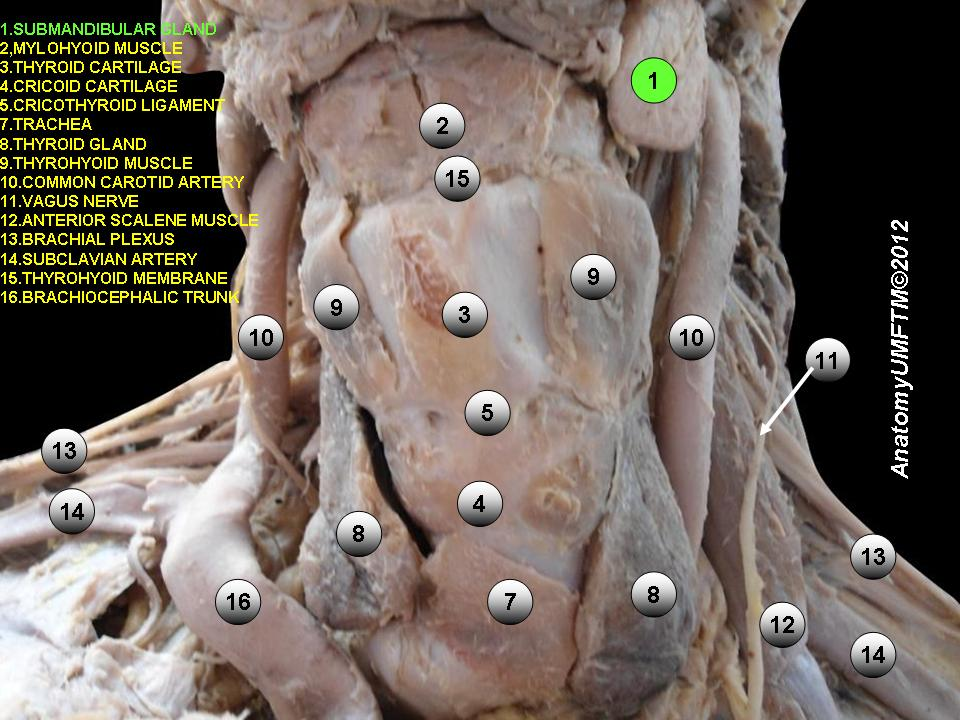
Tuyến nước bọt dưới hàm - mặt trán
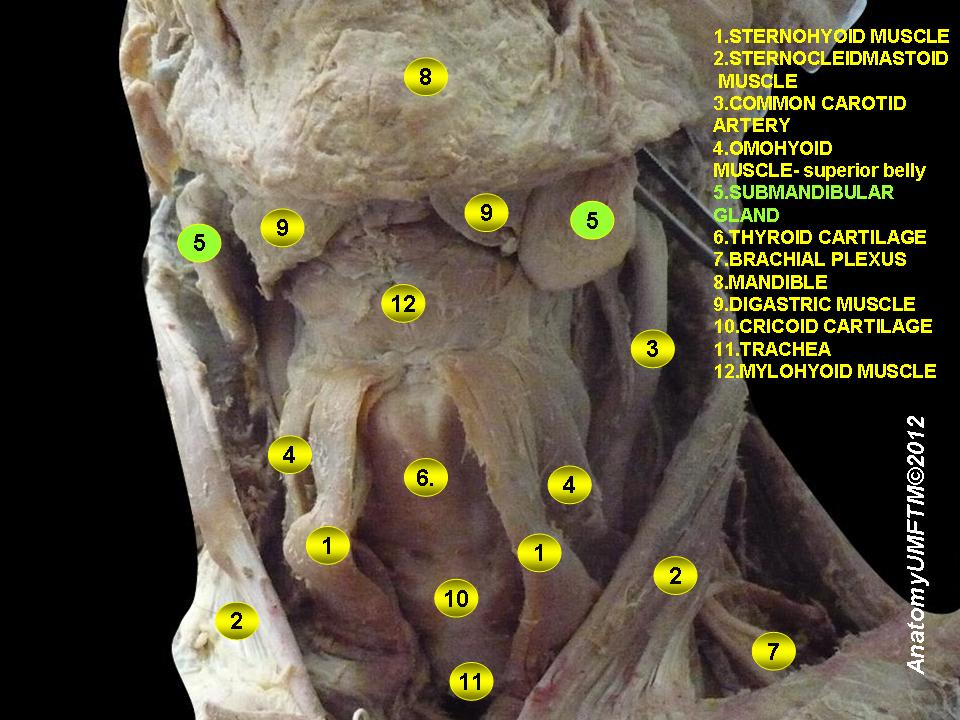
Tuyến nước bọt dưới hàm
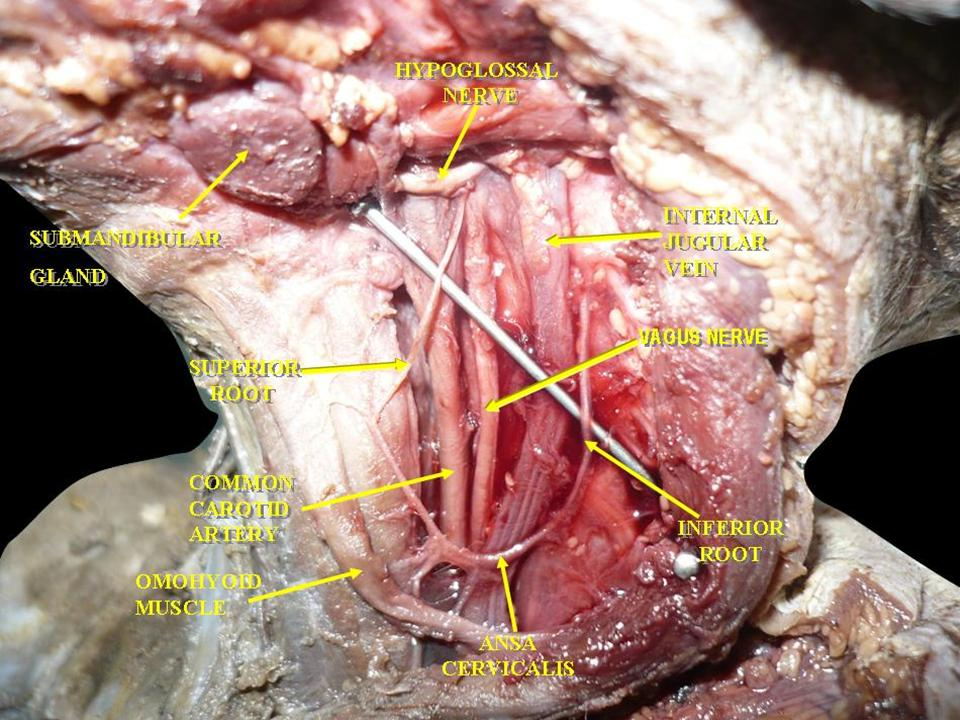
Muscles, arteries and nerves of neck.Newborn dissection.
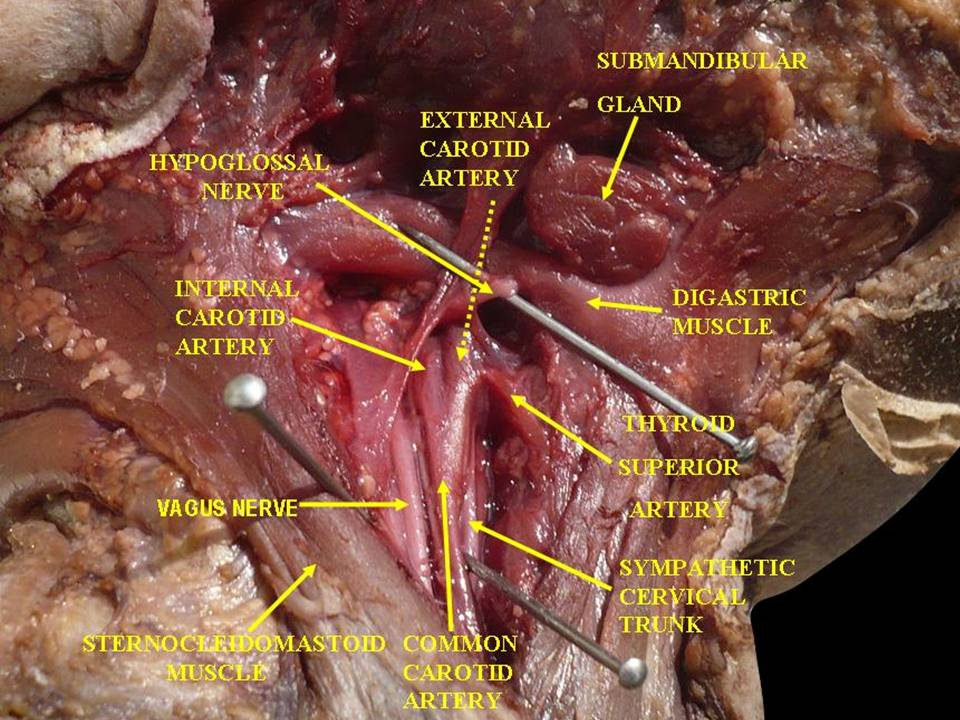
Muscles, arteries and nerves of neck.Newborn dissection.
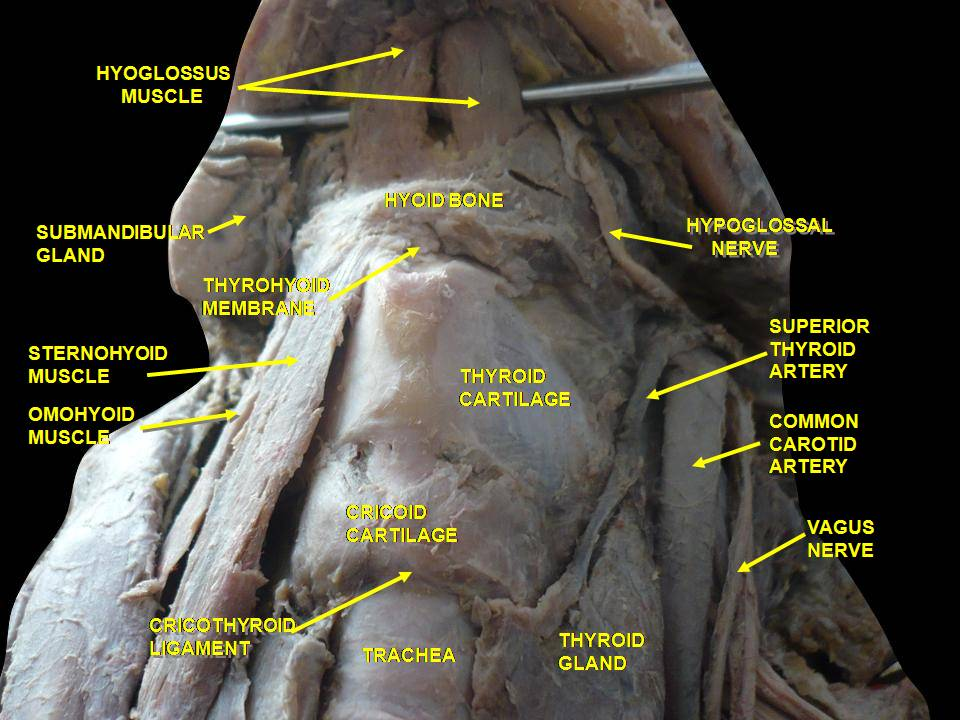
Muscles, nerves and arteries of neck.Deep dissection. Anterior view.
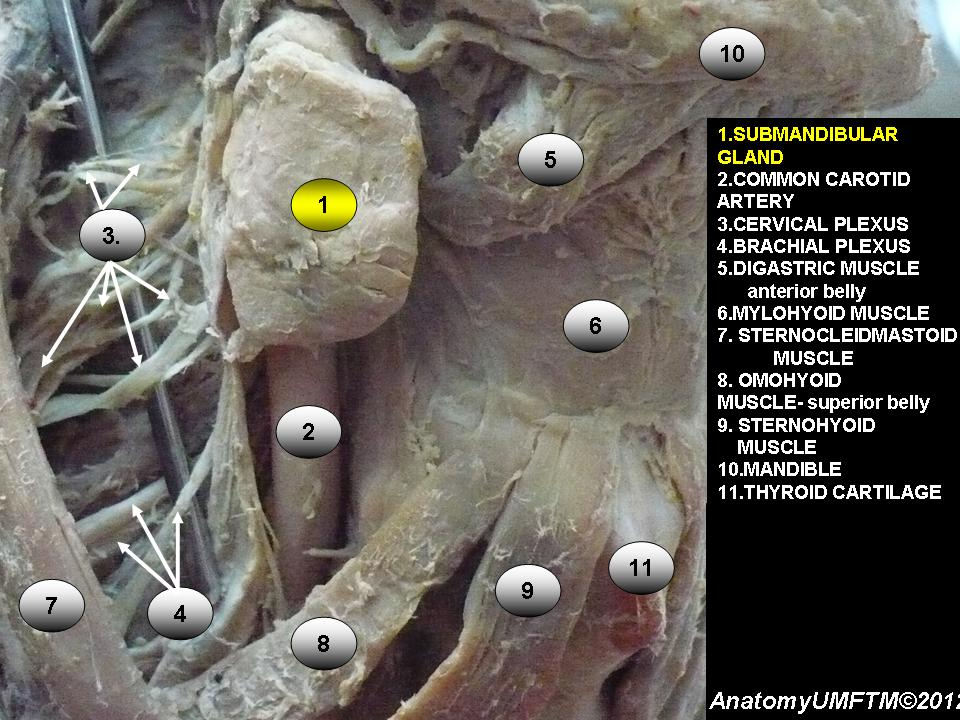
Submandibular gland